# Gérard Versteegh

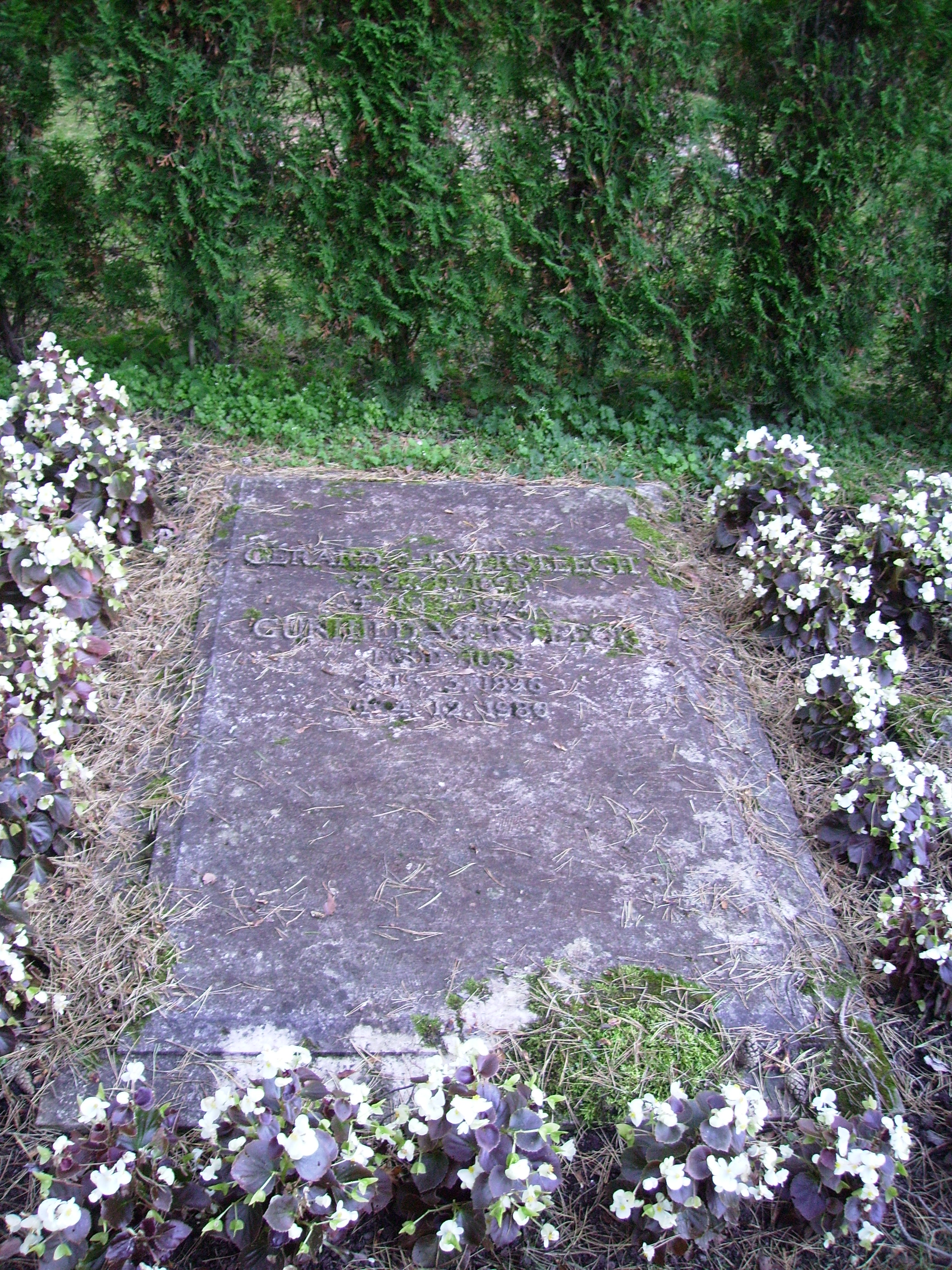
Gérard Versteeghs gravvård på Norra begravningsplatsen i Solna kommun.

Gerard Axel Johannes Versteegh, född 27 november 1890 i Säbrå socken, Ångermanland, död 1 mars 1977, var en svensk industriman. Han var son till Arend Versteegh.
År 1909 avlade han mogenhetsexamen i Stockholm och började därefter sin affärsverksamhet. Efter delägarskap i agenturfirman Barkman & Versteegh var han 1924–1932 VD för Marma Sågverks AB och Sulfit AB Ljusnan. Han var även VD för Ungers industriaktiebolag 1926–1932. År 1932 blev han även VD för Graningeverken. Efter fadern Arends död var han självklar ledare för Graningeverken och anslutna företag. 
Under efterkrigstiden gjorde Versteegh stora förtjänster på export. Under hans tid infördes tekniska innovationer, som tryckimpregnering. Icke desto mindre var han kontroversiell part på arbetsmarknaden på grund av sina idéer. Han ansåg nämligen att varken arbetsgivarna eller arbetstagarna borde organisera sig. Vid Marmaverken utmynnade en arbetskonflikt ut i Ådalskravallerna 1931. 
År 1917 gifte han sig med Gunhild Huss. Makarna är gravsatta på Norra begravningsplatsen i Solna kommun.